# Om de paie
Om de paie este o eroare logică informală bazată pe denaturarea opiniei oponentului. A construi un argument om de paie constă în a reformula opinia oponentului astfel încât să fie mai ușor de combătut. Un asemenea argument poate avea succes în convingere când se folosește ca tehnică retorică, dar de fapt este o eroare de logică cu rol de a distrage atenția de la argumentul inițial al oponentului, el nefiind refutat..
Denumirea vine de la folosirea manechinelor din paie sau alte materiale în antrenamentele de luptă. În Marea Britanie se folosește și expresia mătușa Sally.
A nu se confunda cu expresia similară din limba română Om de paie = om fără personalitate, de care se servește cineva pentru a-și atinge un scop personal.

## Logica
Forma generală pe care poate să o ia argumentul este:
Persoana A are opinia X.
Persoana B prezintă opinia Y (care este o versiune distorsionată a lui X)
Persoana B atacă opinia Y.
Prin urmare, X este falsă/incorectă/greșită.

## Construirea erorii
Construirea unui argument om de paie se poate face astfel:
1. Se prezintă o opinie nereprezentativă a oponentului, se combate acea opinie, după care se pretinde că opinia reală a oponentului a fost refutată.
2. Se citează oponent cu un fragment scos din context -- de exemplu: citarea unor vorbe care nu sunt reprezentative pentru intenția reală pe care o are oponentul în argumentul său.
3. Se prezintă cineva care argumentează slab ca fiind aparatorul opiniei, se combate argumentului lui, după care se pretinde că oricine susține acea opinie și opinia în sine au fost înfrânți.
4. Se inventează o persoană fictivă care acționează conform unor idei deja combătute, după care se pretinde că oponentul face parte dintr-un grup de asemenea persoane.
5. Se exagerează în simplificarea argumentului emis de oponent apelând la o analogie, care ulterior este foarte ușor de combătut.

Unele cărți de logică definesc eroarea logică omul de paie doar ca argumentul nereprezentativ. În prezent, totuși, este folosit acest termen pentru toate tacticile enumerate mai sus. Tactica om de paie este folosită și în manipularea mediatică.
Oricum, în prezentarea cu grijă și combaterea unei forme atenuate a argumentului pe care oponentul l-a emis, nu se comite întotdeauna o eroare logică. În schimb se restrânge scopul argumentului emis de oponent fie la o situație unde argumentul nu mai este relevant, fie la o etapă în demonstrația prin epuizare.

## Exemplu
Un exemplu de eroare logică a omului de paie ar putea fi:
Persoana A: Eu zic că cei mici nu ar trebui să iasă în strada aglomerată.
Persoana B: Iar eu zic că este prostesc să-i încui în casă toată ziua.
Pentru a insinua că argumentul persoanei A este mult mai rău decât pare, persoana B a ignorat problema originală și a construit un om de paie în care premisa este că "Singura modalitate de a-i ține pe copii departe de străzile aglomerate este să-i ții încuiați toată ziua în casă".